# Microphthalmus westheidei
Microphthalmus westheidei är en ringmaskart som beskrevs av Hartmann-Schröder 1982. Microphthalmus westheidei ingår i släktet Microphthalmus och familjen Hesionidae. Inga underarter finns listade i Catalogue of Life.